# Franz Xaver Bronner

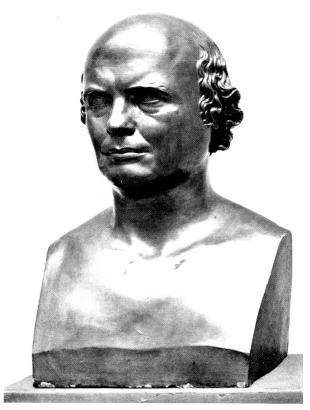
Joseph Maria Christen:
Franz Xaver Bronner.

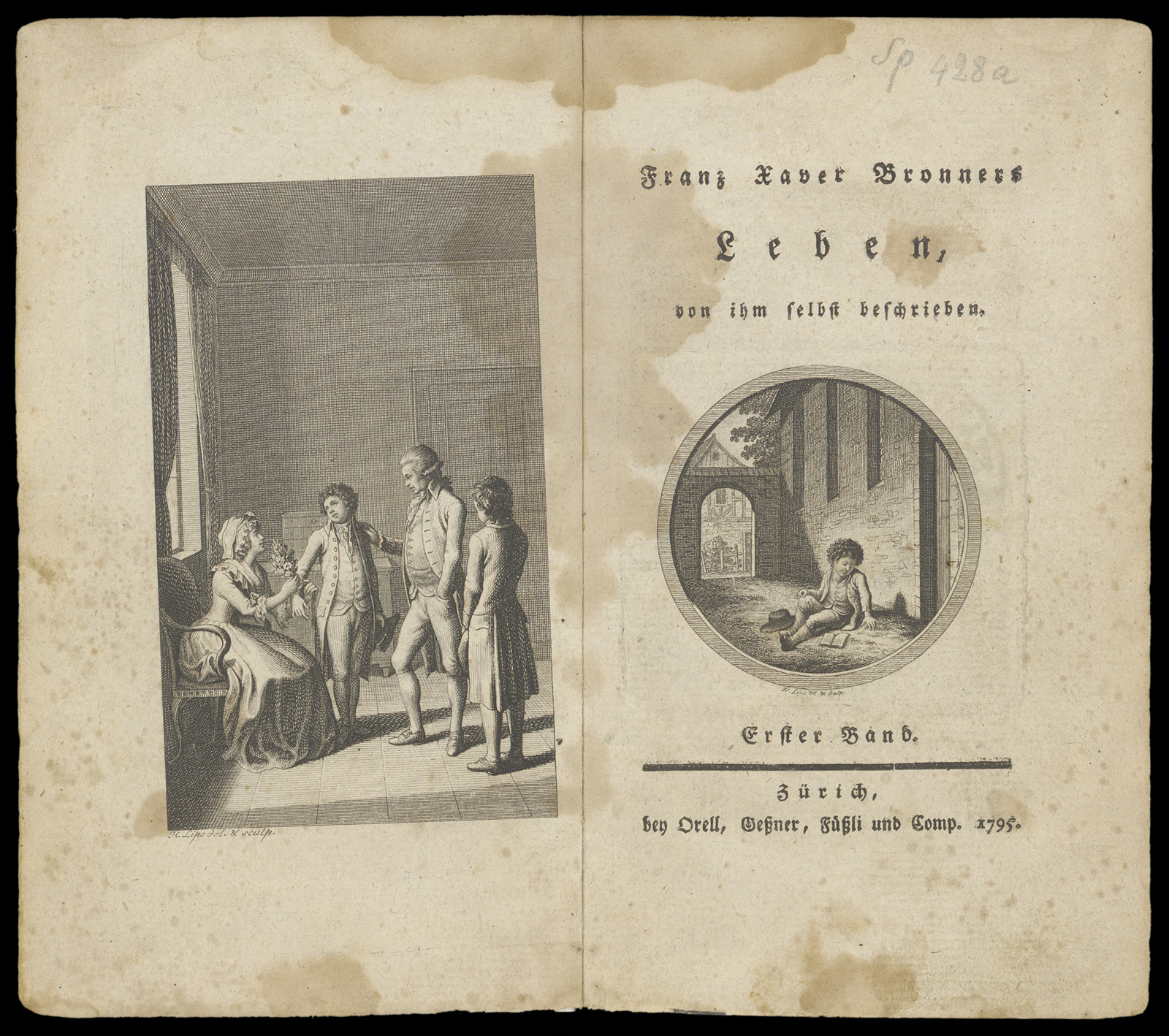
Erster Band der Autobiografie

Franz Xaver Bronner (* 23. Dezember 1758 in Höchstädt an der Donau; † 12. August 1850 in Aarau) war ein Schweizer Dichter, Publizist und Archivar bayerischer Herkunft.

## Biografie
Der Sohn eines Ziegelbrenners trat 1776 in das Benediktinerkloster Donauwörth ein, wo er mit der katholischen Aufklärung vertraut wurde. 1782 trat er dem Illuminatenorden bei, 1783 empfing er die Priesterweihe. 1785 floh der Aufklärer aus dem Kloster nach Zürich, wo er mit dem Kreis um Salomon Gessner Bekanntschaft schloss. 1786–1793 hielt er sich in Augsburg, danach wieder in Zürich auf. In den Jahren 1794–1798 war er Redaktor der Zürcher Zeitung, 1798 wurde er Sekretär des Regierungsstatthalters des Kantons Zürich, Johann Kaspar Pfenninger. 1798–1801 war er Kanzleichef des helvetischen Ministers für „Wissenschaften, Künste, Gebäude und Strassen“, Philipp Albert Stapfer. 1799 gab er das Helvetische Tagblatt, 1799–1800 den Freyheitsfreund heraus. 1804–1810 und 1817–1827 war er Lehrer an der Kantonsschule Aarau; in der Zwischenzeit bekleidete er eine Professur für Physik an der Universität Kasan in Russland. 1820 konvertierte er zum Protestantismus und erwarb das Bürgerrecht von Schmiedrued. Mit bereits 62 Jahren heiratete er die Schulmeisterstochter Johanna Erismann. Ab 1827 war er Kantonsbibliothekar, ab 1829 Staatsarchivar in Aarau. Noch als 85-Jähriger veröffentlichte er mit Der Canton Aargau, historisch, geographisch, statistisch geschildert eine „minutiöse, kenntnisreiche und verblüffend vielseitige  Beschreibung seiner späten Wahlheimat“.
Am 12. August 1850 starb Bronner im Alter von 91 Jahren.
Der Nachlass von Franz Xaver Bronner befindet sich im Staatsarchiv Aargau. Von 1821 bis 1824 war er Präsident der Aargauischen Naturforschenden Gesellschaft.